# Davertnickel
Le Davertnickel est une race de chevaux domestiques, origine du Davert (de), au sud-ouest de Münster en Allemagne. Elle y vit à l'état sauvage jusqu'au XIXe siècle.

## Dénomination
Son nom de nickel ne fait pas référence à la noirceur des mines, ni à l'enfer et au Diable, mais se rapporterait au dictionnaire de Grimm, dans lequel ce mot désigne un petit cheval laid.

## Histoire
La première mention écrite date de 1339, et parle de chevaux « sauvages » du Davert (de). Ce troupeau est élevé et fournit des chevaux pour le travail ou l'armée, qui sont vendus au marché aux chevaux de Coesfeld. À partir de 1767, des étalons Holsteiner sont introduits. Les dix-huit Davertnickel élevés à l'état sauvage sont vendus aux enchères en 1812 par le baron von Elverfeld. Après cela, les traces de la race sont perdues.
Jusqu'au XIXe siècle, le Davertnickel était la monnaie d'échange d'une grande partie des landes et des tourbières du Davert. Ce territoire entre Davensberg, Senden, Drensteinfurt et Münster forme un terrain d'élevage de 3400 hectares. Entre 1821 et 1841, cette terre disparaît au profit de forêts et de terres cultivables, ce qui fait diminuer le nombre de chevaux.

## Description
Le Davertnickel doit être d'aspect trapu, et mesurer 1,52 m. Il n'existe pas de critère standard, sinon une similitude avec l'Emscherbrücher et des chevaux au centre et au sud-est du pays de Münster. Une particularité du Davertnickel est ses sabots exceptionnellement durs, qui ne nécessitent pas de fer.